# Мельбойтель

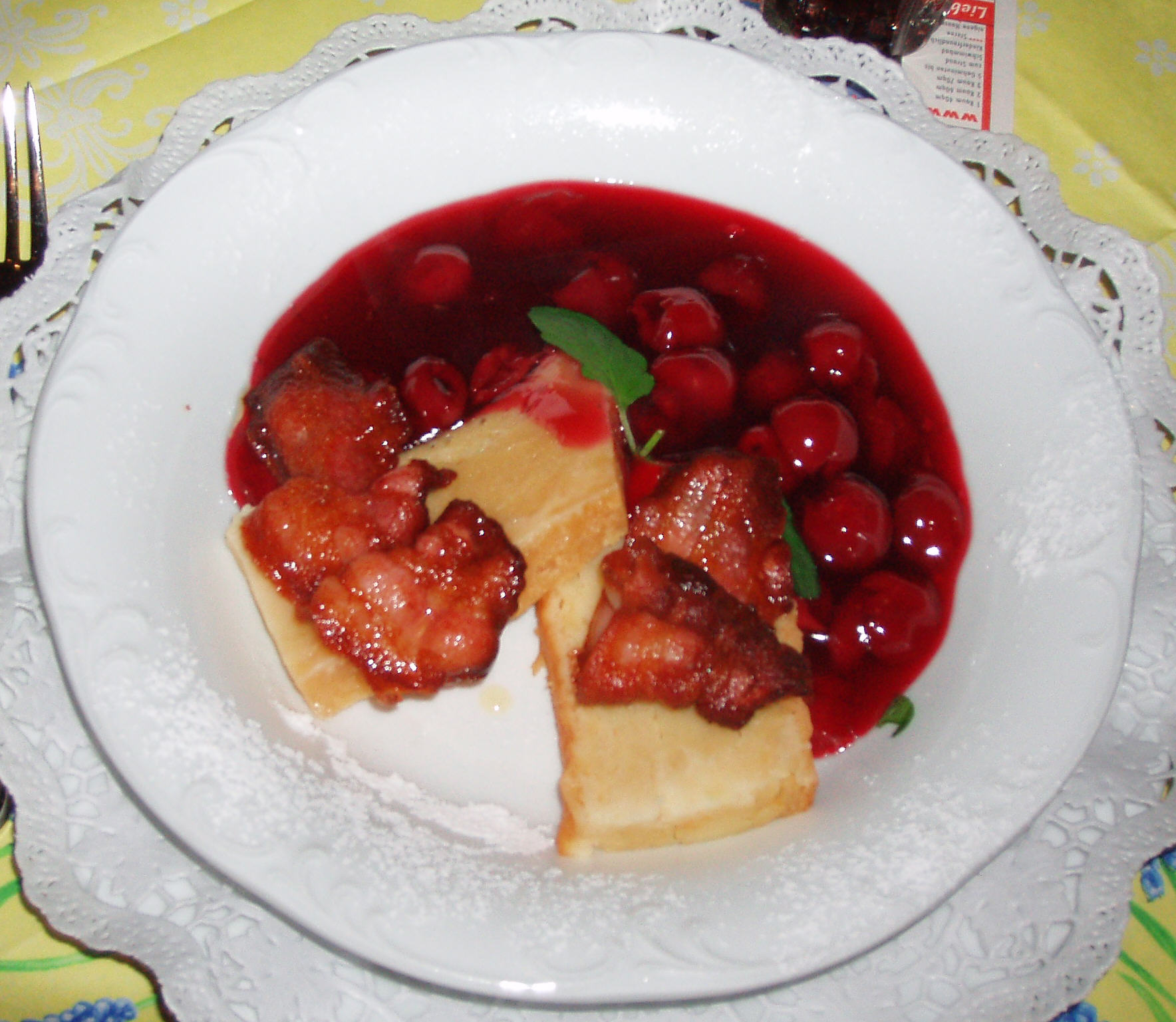
Мельбойтель по-дитмаршенски со шпигом и вишнёвым соусом

Ме́льбойтель (нем. Mehlbeutel — букв. «мучной мешок») — традиционное блюдо шлезвиг-гольштейнской, гамбургской и датской кухни, распространившееся на севере Германии в конце XVII века. Представляет собой солёную клёцку, приготовленную по образцу английского плам-пудинга в салфетке и сервируемую с сахаром, растопленным сливочным маслом и порезанной ломтиками свиной щекой. В Дитмаршене мельбойтель известен с 1755 года и имеет статус национального блюда. В тесто для праздничного мельбойтеля, так называемого «цветного мельбойтеля», добавляли больше яиц, а также коринку или изюм.
Первые упоминания мельбойтеля в прибрежных немецких городах на Северном море обнаруживаются в сочинениях Георга Андреаса Бёклера и Марии Софии Шелльхаммер. С ростом популярности англичан в Гамбурге в XVIII веке получила известность и английская кухня, типичным блюдом которой считался пудинг. В домах гамбургской буржуазии мельбойтель заменил паштеты и вышел из моды в конце XIX века. С севера мельбойтель распространился по всей Германии, и к концу XVIII века вошёл во все немецкие кулинарные книги. В кухне более широких слоёв населения мельбойтель закрепился только в Тюрингии и Франконии как клёцки в салфетке. В Бремене, Гамбурге и Гольштейне мельбойтель стал также праздничным блюдом.